# Морин Коноли
Морин Кетрин Коноли Бринкер (енгл. Maureen Catherine Connolly Brinker; Сан Дијего, Калифорнија, 17. септембар 1934— Далас, Тексас, 21. јун 1969), позната под надимком Мала Мо (енгл. Little Mo) је била америчка тенисерка. Године 1953, са непуних 19 година, постала је прва жена која је успела да освоји сва четири гренд слем турнира у календарској години. Њен успех су до данас поновиле једино Маргарет Корт и Штефи Граф. Моринина каријера завршила се 1954, када је јашући коња повредила ногу. Уврштена је у Тениску дворану славних 1968. Сматра се једном од најбољих тенисерки свих времена.

## Биографија

### Детињство и младост
Морин Коноли се родила у Сан Дијегу 1934, од оца Мартина и мајке Џезмин. Родитељи су јој се развели када је имала четири године. Џезмин Коноли је била певачица и плесачица и желела је да њена ћерка изабере исту професију. Због тога је Морин похађала часове певања, клавира и балета. Међутим, проводила је знатно време посматрајући тениске мечеве у оближњем парку и ускоро је постала опседнута игром. Успела је да наговори мајку да јој купи тениски рекет и у потпуности се посветила вежбању.
Морин је као десетогодишњакиња била сакупљачица лопти професионалног тенисера Вилбура Фолсома, који јој је објаснио основе игре и био први тренер. Први турнир је одиграла 1945, са једанаест година, и изгубила у финалу. Тај пораз је, према њеним биографима, у њој развио такмичарски дух.

### Тениска каријера
Године 1946. Конолијева је освојила седам турнира, такмичећи се и у категорији за млађе од тринаест, и у категорији за млађе од петнаест година. Наредне године освојила је још пет турнира, чиме је постала друга тенисерка Јужне Калифорније у категорији до петнаест година. У мају је Морин пронашла новог тренера, Евелин Тенент. Године 1948. је освојила осамнаест титула и постала прва јуниорка Јужне Калифорније. Са четрнаест година постала је најмлађи победник националног јуниорског шампионата. 
Године 1949. Конолијева је освојила девет јуниорских и један сениорски турнир. Следеће година се нашла међу првих десет тенисерки САД. Године 1951. освојила је свој први гренд слем турнир, Отворено првенство САД, победивши Дорис Харт у полуфиналу (6:4, 6:4) и Ширли Фрај у финалу. Тиме је постала најмлађа победница овог турнира (16 година). Наредне године је успешно одбранила своју титулу. На Вимблдону 1952. је учествовала упркос жељи свог тренера. Освојила је турнир, али је такође и окончала сарадњу са Евелин Терент, која јој је у животу била готово мајчинска фигура. Нови тренер јој је постао Хари Хопман. Конолијевој је 9. септембра 1952. њен родни град Сан Дијего приредио свечани дочек поводом великих успеха у тој години.
Године 1953. Конолијева је на фуриозан начин освојила Отворено првенство Аустралије и Ролан Гарос, комплетиравши каријерски гренд слем. Међутим, није се зауставила на томе. У једном од најбољих финала Вимблдона победила је своју велику ривалку Дорис Харт са 8:6, 7:5, укупно освојивши само два поена више од противнице. Освојила је и своју трећу узастопну титулу на Отвореном првенству САД, поново победивши Хартову у финалу. Тиме је постала прва жена која је освојила календарски гренд слем, и једина која је то урадила не изгубивши ниједан сет. Те године је освојила још 10 титула и освојила награду за најбољу спортисткињу године.
Током своје каријере Конолијева је освојила две титуле на гренд слем турнирима у конкуренцији женских парова (Аустралију и Ролан Гарос) и једну у конкуренцији мешовитих парова (Ролан Гарос).

### Несрећа
Године 1954. Моринина тениска каријера се нагло завршила. Након што је одбранила своје титуле на Ролан Гаросу и Вимблдону, доживела је несрећу јашући коња. Док је поред ње пролазио камион, Моринина нога се заглавила између коња и возила. Након операције и опоравка, покушала је да се врати тенису, али је у јануарском егзибиционом мечу 1955. године осетила јак бол покушавајући да дохвати дроп шот и у том тренутку одлучила да заврши своју каријеру. Тада је имала само 20 година и девет освојених гренд слем турнира.

### Живот након тениса
Морин Коноли се 1955. венчала са Норманом Бринкером, који је служио у морнарици САД. Брачни пар је имао две ћерке, Синди и Бренду. Касније су се преселили у Далас.
Конолијева је, такође, радила као коментатор на радију и телевизији. Преносила је финални меч са Вимблдона 1966. године. Основала је Морин Коноли Бринкер тениску фондацију за помоћ младим талентима.
У јуну 1969. Морин Коноли је изгубила битку против канцера. Преминула је у својој 35. години.

## Финала гренд слем турнира

### Појединачна конкуренција (9:0)
| Исход  | Година | Турнир               | Подлога | Противник у финалу  | Резултат у финалу |
| Победа | 1951.  | Првенство САД        | Трава   | Ширли Фрај Ервин    | 6:3, 1:6, 6:4     |
| Победа | 1952.  | Вимблдон             | Трава   | Луиз Броу Клап      | 6:4, 6:3          |
| Победа | 1952.  | Првенство САД (2)    | Трава   | Дорис Харт          | 6:3, 7:5          |
| Победа | 1953.  | Првенство Аустралије | Трава   | Џули Сампсон Хејвуд | 6:3, 6:2          |
| Победа | 1953.  | Ролан Гарос          | Шљака   | Дорис Харт          | 6:2, 6:4          |
| Победа | 1953.  | Вимблдон (2)         | Трава   | Дорис Харт          | 8:6, 7:5          |
| Победа | 1953.  | Првенство САД (3)    | Трава   | Дорис Харт          | 6:2, 6:4          |
| Победа | 1954.  | Ролан Гарос (2)      | Шљака   | Жинет Букаиј        | 6:4, 6:1          |
| Победа | 1954.  | Вимблдон (3)         | Трава   | Луиз Броу Клап      | 6:2, 7:5          |